# Mongondow (lud)

Mapa etnograficzna półwyspu Minahasa

Mongondow (lub Mongondou), także Bolaang-Mongondow – indonezyjska grupa etniczna z północnej części wyspy Celebes (Sulawesi). Ich populacja wynosi 900 tys. osób. Zamieszkują kabupaten Bolaang Mongondow w prowincji Celebes Północny.
Dzielą się na szereg grup subetnicznych (Mongondow to właściwie nazwa największej z nich). „Bolaang” i „Mongondow” to nazwy dwóch regionów. Posługują się własnym językiem mongondow z wielkiej rodziny austronezyjskiej. Dużą rolę odgrywa malajski miasta Manado, który zaczął być przyswajany jako pierwszy język. W użyciu jest również język indonezyjski. Wykształcili piśmiennictwo na bazie alfabetu łacińskiego.
Do mniejszych podgrup Bolaang-Mongondow zaliczono: Kaidipang, Bolaang Itang, Bolaang Uki, Bintauna. Z obszaru Mongondow wywodzi się lud Ponosakan, zamieszkujący region Minahasa.
Historycznie podlegali Sułtanatowi Ternate. Wyznają islam w odmianie sunnickiej bądź chrześcijaństwo (protestantyzm). Islam rozprzestrzeniał się od XVI w., początkowo pod wpływem państwa Ternate, a następnie w okresie rozkwitu Królestwa Gowa (od XVII w.). Ich tradycyjne wierzenia to kult przodków i duchów.
Zajmują się przede wszystkim rolnictwem (ryż, sago, kukurydza, ignamy, maniok; na sprzedaż – orzechy kokosowe, kawa, częściowo ryż). Rolę pomocniczą odgrywają rybołówstwo i zbieractwo (żywica damarowa, rattan); pewne znaczenie ma także hodowla zwierząt. Pożywienie głównie na bazie ryżu.
Organizacja społeczna jest oparta na bilateralnym systemie pokrewieństwa.